# Kazuaki Kiriya
Kazuaki Kiriya  (紀里谷 和明?, Kiriya Kazuaki), pseudonimo di Kazuhiro Iwashita (岩下 和裕?, Iwashita Kazuhiro; Prefettura di Kumamoto, 20 aprile 1968), è un regista e fotografo giapponese.
Ha scritto e diretto il film live action Kyashan - La rinascita, tratto dall'anime Kyashan.

## Biografia
Nato a Kumamoto ma cresciuto a Fukuoka, nel 1983 si trasferì negli Stati Uniti dove frequentò la Cambridge High School nel Massachusetts e poi la Parsons The New School for Design di New York. Il suo debutto come regista avvenne nel 2004 con la pellicola Kyashan - La rinascita, adattamento live action del manga Kyashan. Nel 2009 scrisse e diresse il film fantasy-epico Goemon, basato sulla vita di Ishikawa Goemon.
Nel 2015 ha diretto il suo primo film in lingua inglese, Last Knights, rifacimento in chiave alternativa della leggenda dei quarantasette ronin.
È stato sposato con la popstar giapponese Utada Hikaru dal 6 settembre 2002 al 2 marzo 2007; ha diretto, tra gli altri, molti dei suoi video musicali.

## Filmografia

### Regia
- Kyashan - La rinascita (キャシャーン?, Casshern) (2004)
- Goemon (五右衛門?) (2009)
- Last Knights (2015)
- Hana e i libri del destino (世界の終わりから?, Sekai no Owari kara) (2023)

### Attore
- Goemon (五右衛門?)